# Basílica de San Pedro (Mitrovica)
La Iglesia Basílica de San Pedro también llamada Iglesia de San Pedro (en albanés: Kisha e Shën Pjetrit) es una antigua iglesia católica construida en el siglo XIII en lo que hoy es parte de Kosovo y que está actualmente en ruinas.
La iglesia fue construida para las necesidades de la comunidad católica de la zona y fue mencionado en primer lugar, en 1303, en conjunto con la ciudad de Trepça. Esto indica que la presencia de la comunidad católica se remonta en la zona a mucho antes, por tanto, al menos hasta el siglo XIII. Los registros escritos insinúan que la iglesia estuvo activa hasta el siglo XVI, a pesar del hecho de que los mineros comenzaron a operar en Trepça en el comienzo del siglo XV, que alude al hecho de que en el siglo XIII la zona fue poblada con gente católica. Durante este periodo, junto con la iglesia de San Pedro, la Iglesia Católica de Santa María también se menciona en Trepça, y en 1448, se mencionan cuatro sacerdotes católicos. En el siglo XXI la iglesia está casi totalmente en ruinas y solo la parte antigua de los muros perimetrales se mantiene. La única pared vertical es la parte principal de la pared oriental, con tres ábsides. El edificio es de tipo basílica. La forma y el tipo de construcción de las paredes es indicativo de la influencia bizantina.